# 嚴律己
嚴律己（？年—？年），四川潼川州人，明朝政治人物。

## 生平
洪武十七年甲子科舉人，歷任交阯升華府知府、貴州烏羅府知府。